# Brigade de Belfast (IRA)
Pour les articles homonymes, voir Belfast Brigade.
La Brigade de Belfast (en anglais, Belfast Brigade) est une brigade de l'Armée républicaine irlandaise (IRA), créée en mars 1921 durant la guerre d'indépendance irlandaise quand les dirigeants dublinois de l'IRA réorganisent celle-ci en divisions. Joe McKelvey (en) prend ainsi le commandement de la « troisième division du nord » incluant Belfast et ses environs. Il y a trois bataillons au sein de la brigade, le premier à West Belfast, le deuxième à North Belfast et le troisième à East Belfast. La plupart des attaques de la brigade contre les forces britanniques ont été menées par une active service unit au sein du 1er bataillon, dirigée par Roger McCorley (en).
La brigade est renforcée entre la fin des hostilités (entre l’IRA et les forces britanniques) en juillet 1921 et le déclenchement de la guerre civile irlandaise en juin 1922. Pendant ce temps, Michael Collins, chef du nouvel État libre irlandais, envoie des armes et de l'argent à l'IRA à Belfast dans le but de déstabiliser la nouvelle Irlande du Nord. En mai 1922, l'IRA de Belfast possède plus de 600 fusils. Ils mènent de nombreuses attaques contre les forces britanniques et nord-irlandaises au cours de cette période. En outre, ils sont souvent confrontés à la tâche de défendre les zones catholiques de Belfast contre les attaques des forces loyalistes et étatiques de l’Ulster. En plus de la défense, la brigade commet également des attaques sectaires, notamment des assassinats de protestants et le bombardement de tramways conduisant des travailleurs protestants vers des lieux de travail ayant expulsé des catholiques.
En mai 1922, l'IRA de Belfast assassine le député du parti unioniste d'Ulster, William Twaddell (en). En réaction, le lendemain, le gouvernement de l'UUP d'Irlande du Nord interne plus de 200 républicains irlandais à Belfast et 350 en Irlande du Nord. Plus de 750 hommes de l'IRA sont internés en 1923. Ce fut un coup dur pour la brigade de Belfast. Mais le 28 juin, la guerre civile irlandaise fait encore plus grave ; l'IRA est maintenant divisée en factions belligérantes dans le sud de l'Irlande. En outre, l’aide accordée par le gouvernement de l’État libre à l’IRA du nord est supprimée après la mort de Michael Collins en août 1922. De plus, Joe McKelvey, le chef local de l'IRA, quitte Belfast pour se ranger auprès des membres anti-traité de l'IRA dans cette guerre civile.  Il est capturé puis exécuté par l'État libre. La plupart des autres dirigeants de l'IRA à Belfast ont soutenu le traité anglo-irlandais, persuadés que cela aboutirait à une Irlande unie et indépendante. En outre, plus de 1 000 membres de l'IRA à Belfast fuient l'Irlande du Nord pour échapper à la répression et environ 500 d'entre eux sont recrutés dans l'armée nationale favorable aux traités pendant la guerre civile.
En raison de ces facteurs, l'IRA de Belfast est pratiquement détruite pendant cette période et n'est pas en mesure de menacer la domination britannique en Irlande du Nord pendant de nombreuses années. L'organisation effectue des tirs à Belfast dans les années 1940, pour lesquels un certain nombre de leurs membres sont pendus. À la fin des années 1950, lors de la campagne des frontières aucune action n'est faite par l'IRA dans Belfast.
Il a fallu la formation de l'Armée républicaine irlandaise provisoire (IRA provisoire) et de sa brigade de Belfast (en) en 1969 avant que les républicains ne soient à nouveau en mesure de mener des attaques dans la capitale de l'Irlande du Nord.